# Entgaser

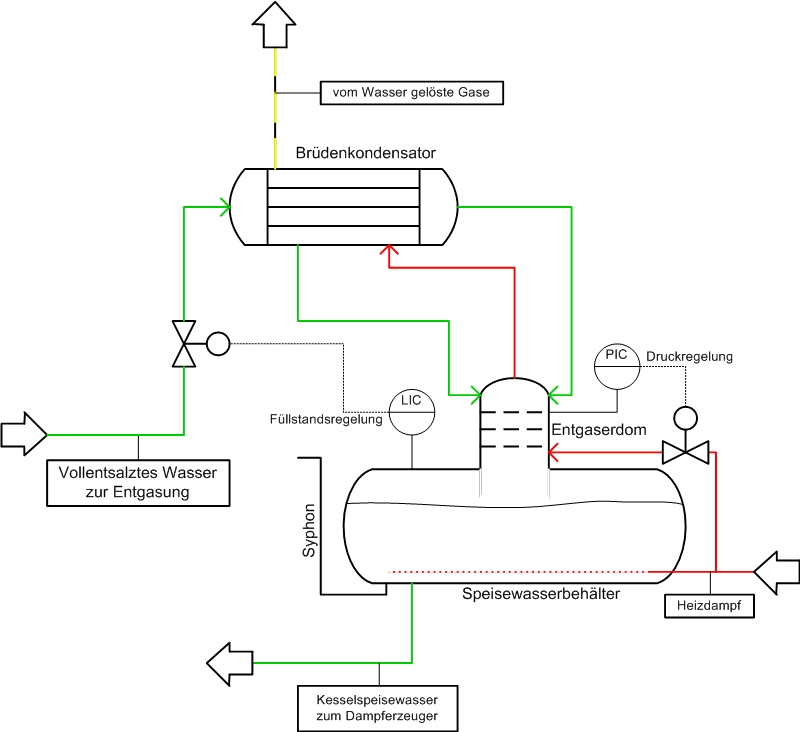
Speisewasserbehälter mit Entgaser und Brüdenkondensator

Entgaser sind in Dampf- und Heißwassersystemen (z. B. in Kraftwerken) Anlagenkomponenten, mit denen gelöste Gase aus dem Zusatz- und Kreislaufwasser oder aus Kondensaten entfernt werden.
Im Wasser gelöste Gase, wie Sauerstoff und Kohlenstoffdioxid, verursachen besonders für Werkstoffe aus Eisen Korrosionen in den Anlagen. Daher ist neben der Entsalzung und Absalzung auch die Entgasung des Speisewassers und der Umlaufwässer wichtig.

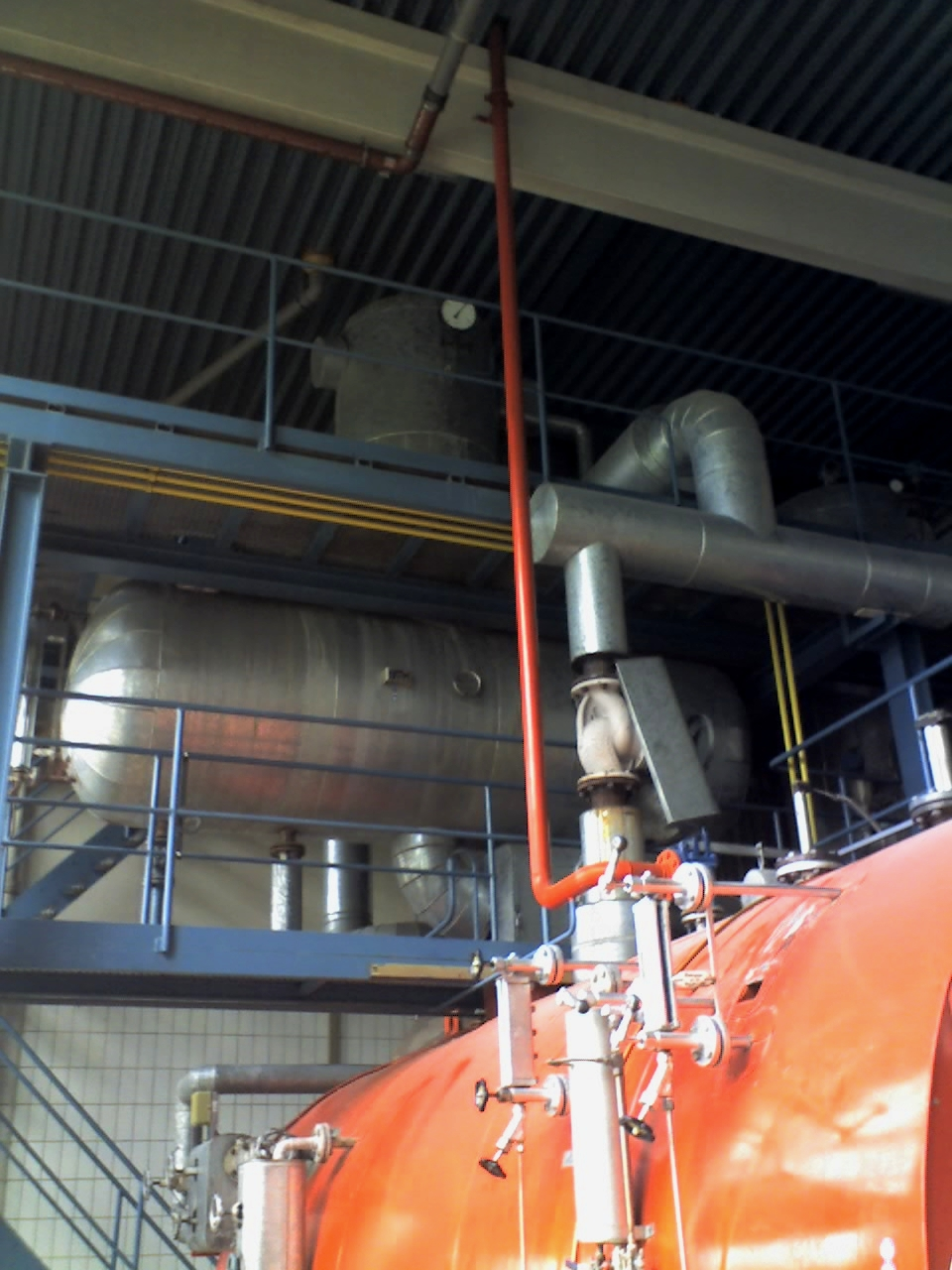
Entgaser für zwei Großwasserraumkessel

Dampfkesselanlagen sind zur Aufbereitung von Kesselspeisewasser fast immer mit einem Entgaser (Speisewasserentgaser) ausgerüstet. Die erforderliche Qualität der Wässer ist in Richtlinien festgelegt, die auch die zulässigen Restgasgehalte anführen. Die einzuhaltenden Werte sind unterschiedlich in Abhängigkeit von Kesseltyp und Druckstufe. Siehe DIN EN 12952 Teil 12. Für Hochdruckkesselanlagen sind die zulässigen Richt- und Grenzwerte in der VGB-Richtlinie für Speisewasser, Kesselwasser Nr. R450L (VGB = VGB PowerTech), mittlerweile ersetzt durch VGB Standard 010, fixiert.
Derartige Entgaser können aber auch für andere Anwendungszwecke, z. B. in der chemischen Industrie, und für andere Flüssigkeiten als Wasser eingesetzt werden.

## Verfahren
Eine Entgasung wird überwiegend physikalisch im Siedezustand bei Über- oder Unterdruck durchgeführt.
Eine neuere Technik ist die Verwendung von Membrankontaktoren für die Entfernung von Gasen aus Flüssigkeiten, deren Einsatz aber durch die Temperaturbeständigkeit der Membranen begrenzt wird.
Die Sauerstoffentfernung kann auch chemisch mit Chemikalien durchgeführt werden. Näheres hierzu unter Chemische Entgasung.
Nachfolgend wird nur die physikalische Entgasung im Siedezustand behandelt.

## Auslegung

### Physikalische Grundlagen
Für die Entgasung von Flüssigkeiten sind unterschiedliche technische Ausführungen für die Entgaser entwickelt worden. Voraussetzung für eine physikalische Entgasung ist eine Störung des Gleichgewichtes für die gelösten Gase. Dies wird beispielsweise bei Wasser erreicht, indem die Gasphase im Entgaser weniger von dem zu entfernenden Gas enthält als dies dem Gleichgewicht zwischen Wasser und Gas entspricht. Gase wie Sauerstoff (O2) und Stickstoff (N2) sind leichter zu entgasen als beispielsweise Gase wie Kohlenstoffdioxid (CO2), das mit dem Wasser und den gelösten Inhaltsstoffen in einer chemisch-physikalischen Beziehung steht (Kalk-Kohlensäure-Gleichgewicht).
Physikalische Grundlagen der Entgasung sind:
- Diffusion der Gase an den Phasengrenzen Wasser / Dampf
- Gasblasenbildung mit konvektiven Stoffübergang

Für eine Entgasung werden folgende technische Abläufe eingesetzt:
- Durchleitung von Dampfblasen durch die zu entgasende Flüssigkeit, beispielsweise durch Energiezufuhr (in der Umgangssprache: kochen)
- Tropfenbildung zur Vergrößerung der Wasseroberfläche beispielsweise durch Verdüsung oder Zerstäubung
- Verringerung der Schichtdicke des Wassers durch Überleitung über Einbauten oder Füllkörper

### Füllkörperentgaser
Nachfolgend wird nur auf Entgaser mit Füllkörpern näher eingegangen. In der Praxis werden derartige Entgaser neben den Füllkörpern auch mit Düsen oder Lochplatten für die Wasserverteilung und einer Nachkochvorrichtung ausgerüstet. Beides – Wasserverteilung und Nachkochen – verbessern die Entgasungswirkung. Dies wird aber bei der Berechnung der Füllkörperentgasung normalerweise nicht berücksichtigt. Hierdurch wird ein zusätzlicher Sicherheitszuschlag erreicht.
Folgende Parameter sind für die Auslegung eines Niederdruck-Entgasers zu beachten, der mit Füllkörper ausgerüstet und
mit Sattdampf betrieben wird:
- die notwendige Höhe der Füllkörperschüttung = H in (m)

- die zulässige Flächenbelastung = {\displaystyle \mathrm {\frac {G}{\phi }} } in (kg/m²·h)

{\displaystyle \phi } = dimensionloser Korrekturfaktor mit dem die von Druck und Temperatur abhängige Dichte des Dampfes im Entgaser berücksichtigt wird
- die zu entgasende Wassermenge = G in (kg/m²·h)

- die erforderliche Gesamtdampfmenge = D in (kg/m²·h)

- das Verhältnis von zu entgasendem Wasser und erforderlichem Sattdampf = {\displaystyle \mathrm {\frac {D}{G}} } in (kg/kcal·kg−1)

- die erforderlichen Übertragungseinheiten = H.T.U. (Height of Transfer Units) in (m).

H.T.U kann auch über 2.3 · H.T.U. · {\displaystyle \log \beta \cdot \delta } zu H.E.T.P. (Height Equivalent to one Theoretical Plate) umgeformt werden. Die Berechnung der Füllkörperschicht ist mit diesem Wert dann direkt möglich.
- Verhältnis der gelösten Gase vor und nach Entgaser = {\displaystyle {\frac {C1}{C2}}} in (mg/mg)
- notwendige Abschwademenge = {\displaystyle \beta } in (%)

Füllkörper:
dies sind speziell geformte Materialien wie beispielsweise Raschig-Ringe oder Berl-Sättel, die die mit Wasser benetzte Oberfläche stark vergrößern. An der Grenzschicht der Flüssigkeit auf der Oberfläche der Füllkörper und der Dampfphase erfolgt der Gasaustausch.
Die Austauschoberfläche der Füllkörper wird mit (a) in m²/m³ erfasst. Die Werte sind stark abhängig von Form und Abmessung des Füllkörpers. Zum Beispiel haben Raschig-Ringe 1/2 Zoll den Wert a von 374 m²/m³ und für 1 Zoll von 190 m²/m³. Die Werte werden in Tabellen der Herstellerfirmen angeführt.
Die Höhe der Füllkörperschüttung ist abhängig von der Art der Füllkörper (Wert a), dem Verhältnis der Gase vor und nach Entgaser (Wert C1/C2), der Abschwadmenge (%-Wert) und der Temperatur des zu entgasenden Wassers bei Eintritt in den Entgaser und der Entgasungstemperatur (Werte in °C). Je größer diese Temperaturdifferenz, je größer ist die erforderliche Dampfmenge. Übliche Höhen der Schüttung sind 0,8 – 3,0 m.
Flächenbelastung:
Im Entgaser strömt der Dampf von unten nach oben und das zu entgasende Wasser im Gegenstrom von oben nach unten durch die Füllkörperschicht. Bei zu hoher Flächenbelastung wird der Durchfluss von Dampf und Wasser behindert. Es kommt zum Überflutungspunkt, da Dampf und Wasser nicht mehr ungestört im Gegenstrom die Füllkörperschicht durchströmen können. Dieser Überflutungspunkt ist unbedingt zu vermeiden. Entsprechend darf nur eine zulässige Flächenbelastung gewählt werden bei der dies nicht auftreten kann. Mit steigendem Dampfbedarf verringert sich die zulässige Flächenbelastung. Bei der Berechnung wird ein Korrekturfaktor ({\displaystyle \phi }) verwendet, der den Einfluss der Temperatur der Entgasung für den Überflutungspunkt korrigiert. Übliche Flächenbelastungen sind 30 – 60 t/m²·h.
Gasverhältnis:
Gehalt an Sauerstoff im Wasser vor und nach Entgaser. Bei 10 mg/l (= C1) und 0,010 mg/l (= C2) ergibt sich 10 mg/l / 0,01 mg/l = 1·103
Abschwademenge:
Dies ist die austretende Abdampfmenge, die auch als Fegedampf bezeichnet wird und die die gesamten ausgetriebenen Gase enthält. Üblich sind Mengen von um etwa 1 % (= {\displaystyle \beta }).

#### Berechnung
Die Berechnung erfolgt in mehreren Schritten und die für die Berechnung erforderlichen Werte werden Tabellen entnommen. Diese Tabellenwerte wurden experimentell ermittelt. Nachfolgend die Berechnungsschritte, die getrennt für Höhe der Füllkörper, Sattdampfbedarf und Flächenbelastung vorgenommen werden:
- Ermittlung der Schichthöhe für die Füllkörper

{\displaystyle H=2{,}3\cdot H.T.U.\cdot F_{t}} in (m)
H.T.U. = laut Tabelle für den ausgewählten Typ der Füllkörper (H.T.U./m)
Ft = Faktor, laut Tabelle (beispielsweise für eine Entgasungstemperatur von 25 °C = 1,0 oder bei 100 °C = 0,33)
- Ermittlung des Dampfbedarfes

{\displaystyle {\frac {D}{G}}={\frac {i_{s}-i_{e}}{i_{D}-i_{s}}}+\beta }
is = Enthalpie des siedenden Wassers (im Entgaser)
ie = Enthalpie des eintretenden Wassers
iD = Enthalpie des Heizdampfes
- Ermittlung der Flächenbelastung

{\displaystyle G=D\cdot \phi } in (kg/m²·h)

## Typen
Kleinere bis mittlere Entgaser – bis etwa 300 m³/h Leistung – werden überwiegend als Rieselentgaser mit Einbauten (Böden) oder Füllkörpern ausgeführt. Die obigen Darstellung der Schaltung zeigt schematisch einen derartigen Entgaser. Größere Entgaser bis zu 2000 m³/h Leistung sind aus Kostengründen meist Sprühentgaser mit Nachkochvorrichtung.
Das häufigste Verfahren in Kraftwerken ist die Entgasung durch Erhitzen des bereits entsalzten Speisewassers mit dem in der Anlage ohnehin vorhandenen Dampf (Thermische Entgasung). Durch Erhitzen werden die Gase zusammen mit dem Fegedampf als Brüden aus dem Entgaser abgeleitet. Diese werden entweder direkt ins Freie geführt oder bei größeren Entgaser erst nach Abtrennung und Kondensation des Dampfanteiles im Brüdenkondensator. Die Entgasung wird bei Überdruck (Druckentgasung) oder seltener bei Unterdruck (Vakuumentgasung) durchgeführt.
Das im Entgaser aufbereitete und gespeicherte Wasser gelangt über die Speisewasserpumpe in den Dampfkessel.
Die für die Entgasung benötigte Dampfmenge beträgt 2–5 % des im Kessel erzeugten Dampfes.